# کلیسای سانتا ماریا دل آنیما
سانتا ماریا دل آنیما (انگلیسی: Our Lady of the Soul) یک کلیسای کاتولیک رومی در مرکز رم، پایتخت ایتالیا، درست در غرب پیاتسا ناوونا و نزدیک کلیسای سانتا ماریا دلا پاچه است. در طول قرن چهاردهم توسط بازرگانان هلندی که در آن زمان متعلق به امپراتوری مقدس روم بودند، تأسیس شد. در طول قرن پانزدهم، این کلیسا به کلیسای ملی کل امپراتوری مقدس روم در رم تبدیل شد و از آن به بعد به اصطلاح کلیسای ملی آلمان و آسایشگاه مردم آلمانی زبان در رم نام گرفت. در برخی منابع این مؤسسه اتریشی نامیده می‌شود زیرا امپراتوران هابسبورگ محافظان آن بودند.
بنا به سنت، نام کلیسا از تصویر بانوی ما که نشان آن را تشکیل می‌دهد (باکره مقدس بین دو روح) گرفته شده‌است. از جمله آثار هنری موجود در داخل کلیسا، یکی از آثار جولیو رومانو به نام خانواده مقدس است. این مکان استراحتگاه پاپ هلندی آدریان ششم و همچنین کاردینال‌ها ویلیام انکن‌وآرت و اندرو اتریشی است.

## تاریخچه

### قرن ۱۴ و ۱۵
سانتا ماریا دل آنیما یکی از موسسات خیریه قرون وسطایی می‌باشد و برای زائران در رم ساخته شده‌است. منشأ این کلیسا به سال سال ۱۳۵۰ برمی گردد، زمانی که یوهانس (ژان) و کاترینا پیترز اهل دوردرخت، به مناسبت جشن سال ۱۳۵۰، سه خانه خریدند و آن را به یک آسایشگاه خصوصی برای زائران تبدیل کردند. یان پیترز ممکن است یک تاجر هلندی یا سرباز پاپ بوده باشد. دوردرخت به منطقه ای تعلق داشت که بعداً به عنوان هلند مستقل شد. آنها آسایشگاه را «بیتای ماریا آنیماروم» («برکت مریم جان‌ها») نامیدند. سانتا ماریا دل آنیما در سال ۱۳۸۶ در محل کنونی خود ساخته شد. در قرن ۱۵، به یک خوابگاه برای بازدیدکنندگان از کل امپراتوری مقدس روم تبدیل شد، اگرچه در ابتدا ساکنان آن عمدتاً از کشورهای سفلی و راینلند بودند.

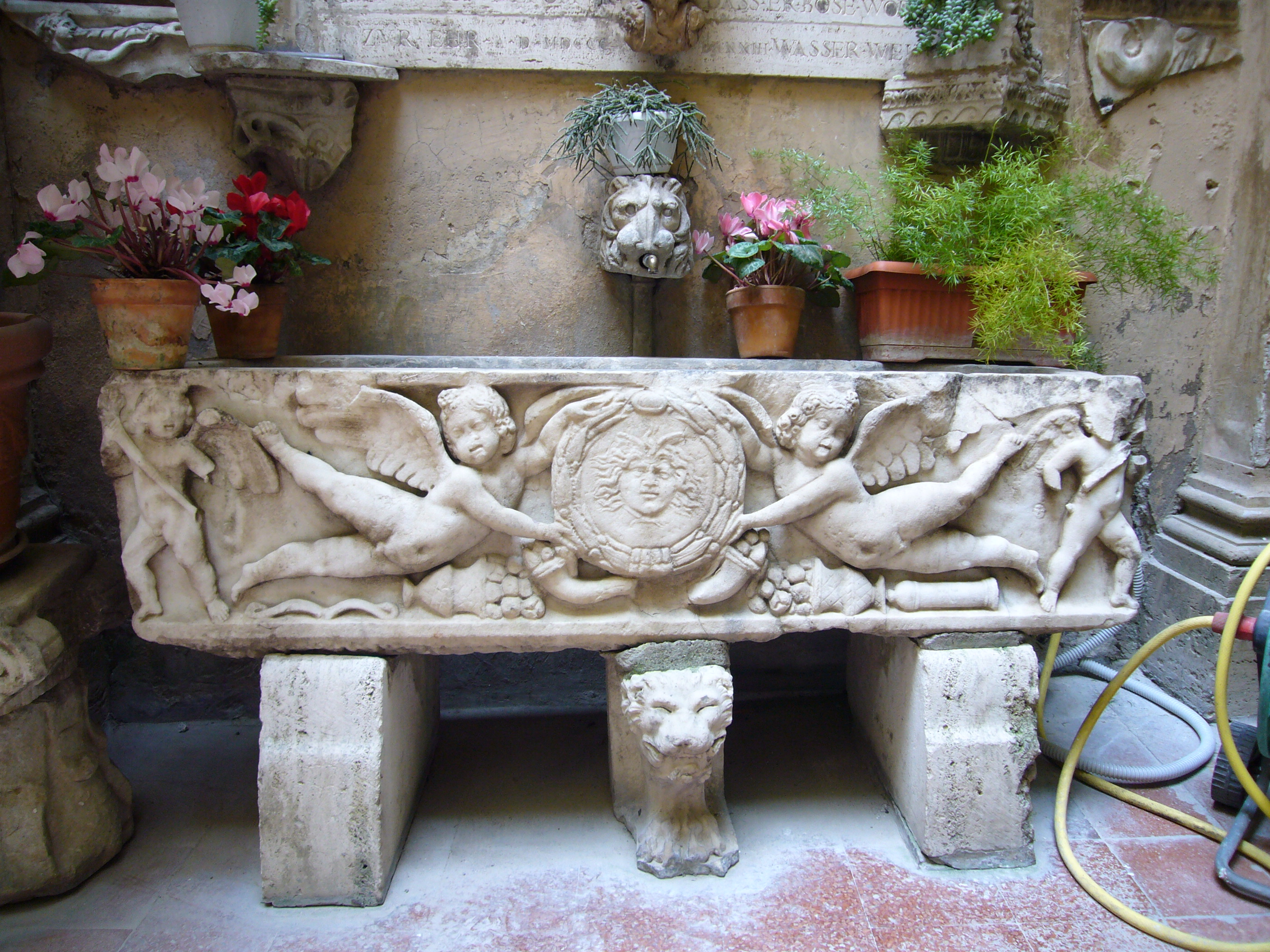
تابوت رومی در حیاط.

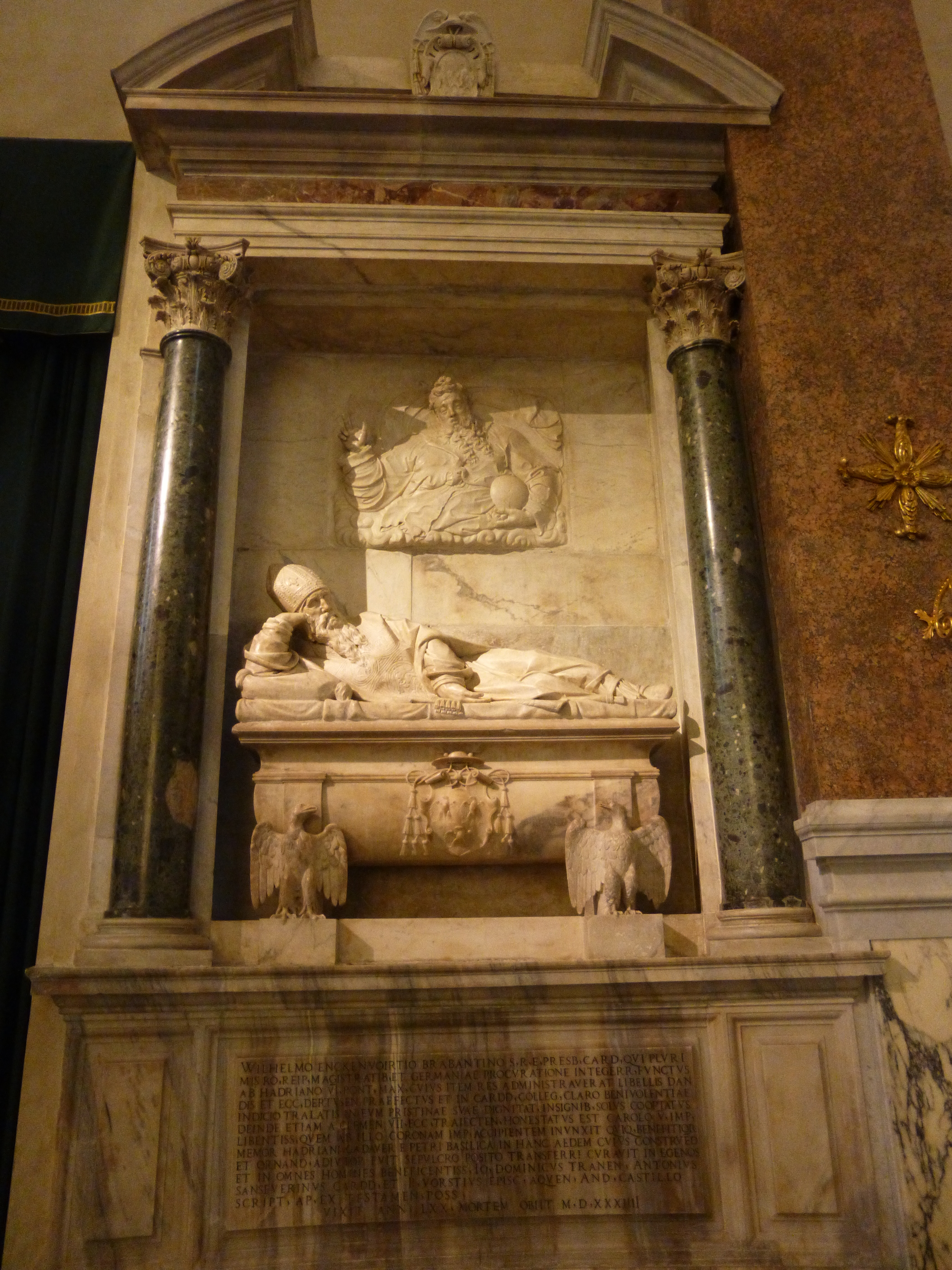
مقبره کاردینال ویلم ون انکوورت

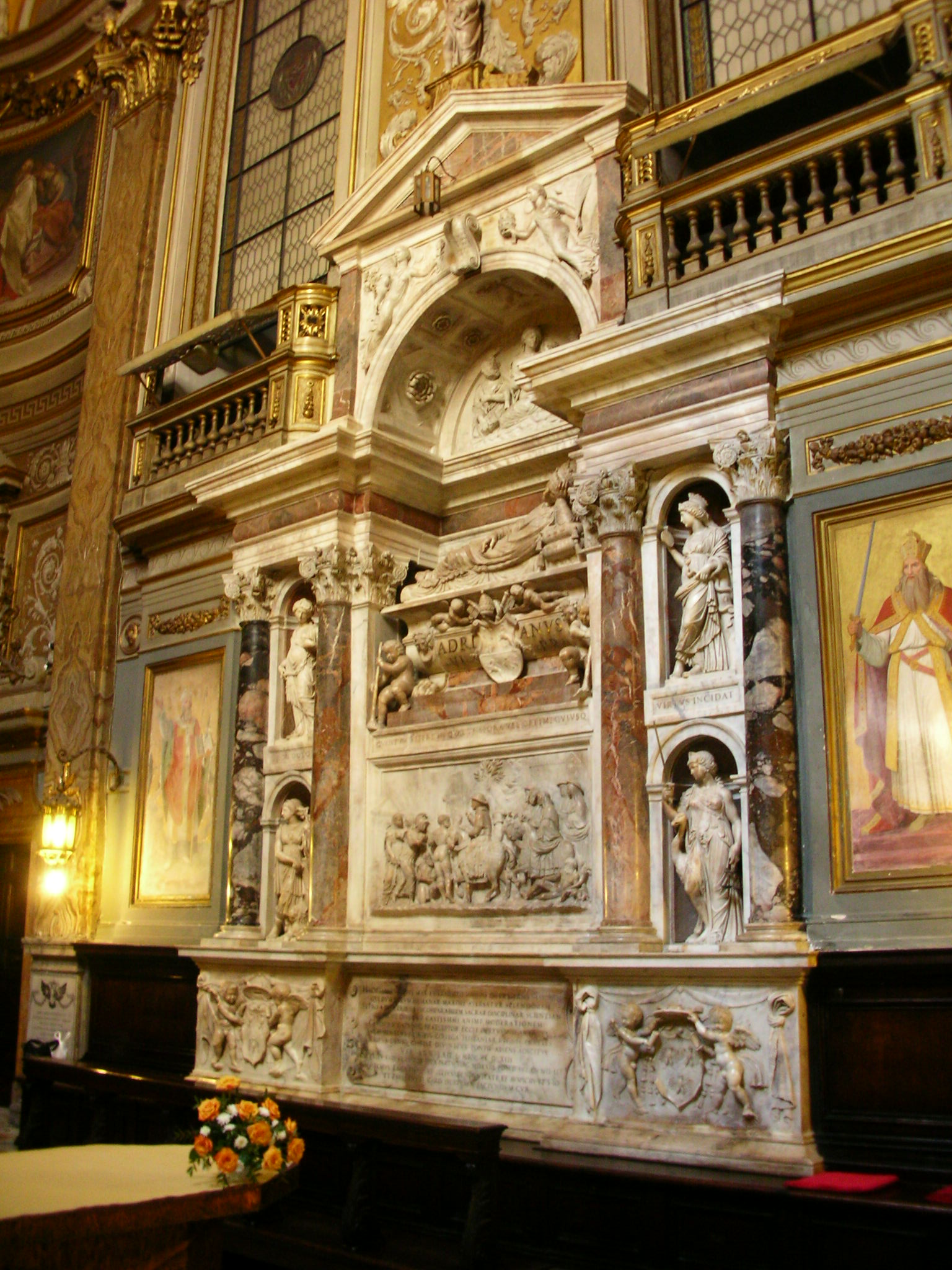
یادبود خاکسپاری پاپ آدریان ششم